# Andrzej Zbych
Andrzej Zbych – pseudonim literacki spółki autorskiej scenarzystów telewizyjnych oraz teatralnych Andrzeja Szypulskiego i Zbigniewa Safjana. Pod fikcyjnym nazwiskiem utworzonym z zestawienia imion obu twórców napisali oni m.in. książkę Stawka większa niż życie i scenariusz do serialu telewizyjnego Stawka większa niż życie, a także stworzyli postać Hansa Klossa.
Szypulski i Safjan stworzyli także wiele innych scenariuszy dla telewizji (m.in. do seriali Życie na gorąco i Najważniejszy dzień życia), a także dla Teatru Telewizji. Współpracowali także przy tworzeniu scenariuszy do serii komiksów poświęconych przygodom Hansa Klossa. Są również autorami kryminału milicyjnego Bardzo dużo pajacyków (Warszawa 1968).